# Køkkenmødding von Groß-Dunsum
Der Køkkenmødding von Groß-Dunsum ist eine mehrere Hektar große archäologische Fundstelle nördlich von Groß-Dunsum, in der Nähe des Seedeiches, auf der Geest der Insel Föhr in Schleswig-Holstein. 
Der mehrschichtige aus Muschelschalen bestehende Abfallhaufen ist im Westteil durch Abgrabungen zerstört. Bei den Arbeiten wurden neben Keramikscherben zahlreiche Geräte aus Knochen, Knochen von Haustieren und von einem Wal gefunden. Die Funde veranlassten Robert Knorr und Friedrich Behn in den Jahren 1911/12 Schnitte durch die Erhebung zu legen. Der Abfallhaufen wird in die vorrömische Eisenzeit (800–450 v. Chr.) datiert. In einer jüngeren Schicht, neben dem Køkkenmødding, wurden die Reste eines Hauses mit Steinpflaster und Herdstelle freigelegt werden, das offenbar sehr lange bestanden hatte.
Da Køkkenmøddinger auf den Nordfriesischen Inseln, insbesondere auf Sylt, in größerer Anzahl vorkommen, war, auch im Hinblick auf die Aufwarftung der Marschensiedlungen, eine neue Untersuchung angebracht, um Einblick in den Schichtaufbau und die Stratigraphie der Keramik zu gewinnen. Im Jahre 1953 wurde ein 16 m langer und 1,8 m breiter Suchgraben in den Hügel eingetieft. Der Befund zeigte, dass über der Geest ein über zwei Meter mächtiges Schichtpaket lag, das im Profilaufbau eine horizontale Gliederung zeigte. Im unteren Teil fanden sich Spuren von gelblichem Geestlehm und Geestsand und dünne Asche- und Holzkohleschichten, mit rotgebrannten Tonstückchen durchsetzte Aufträge. In den oberen 1,50 m bildeten die Tonteilchen einen höheren Anteil, so dass die Profile einen rötlichen Schimmer zeigten. In allen Ebenen wurden Pfostenlöcher und Feldsteinpflaster gefunden, deren Größe aufgrund der Suchgrabenbreite nicht zu ermitteln war.
Während primär seeseitig größere Anhäufungen von Molluskenschalen angetroffen wurden, wurden im Bereich des Suchgrabens lediglich Schalennester von etwa einem m² und einer Mächtigkeit bis 0,25 m festgestellt. Die Nester enthielten vorzugsweise die Schalen einer Art, in einheitlicher Größe. Herzmuscheln (Cardium edule) kamen stets ohne Beimengungen vor, während Nester, mit Pfahlmuscheln (Mytilus edulis) und Strandschnecken (Litorina litorea) keine Herzmuscheln aufwiesen. Dies wird darauf zurückgeführt, dass die Lebensräume der Arten einander ausschließen und die Schalennester die Überreste auf bestimmten Wattflächen gesammelter Mahlzeiten darstellen. 
Während der Grabung 1953 wurden außer den Resten der Muschelmahlzeiten Reste von Haustieren, vor allem vom Rind, und mehrere trogförmige Mahlsteine geborgen, was zeigt, dass Ackerbau betrieben wurde. Der Grabungsbefund vermittelt das Bild einer bäuerlichen Kultur, die in stärkerem Maße das Watt zur Ergänzung des Nahrungsbedarfs nutzte. Parallelen dazu finden sich an den Buchten der schleswig-holsteinischen Ostküste.

## Zeitstellung
Über das Alter des Køkkenmødding gab die geborgene Keramik Aufschluss. An der Grabungsstelle waren die oberen 1,5 m durch Gefäße mit einem verdickten, scharf facettierten Rand charakterisiert. Das dominierende Verzierungsmotiv bilden drei umlaufende Riefen. Diese Tonware ist in Siedlungen und auf Gräberfeldern auf den Nordfriesischen Inseln und dem benachbarten Festland, insbesondere in Nordschleswig, häufig. J. Brandt begrenzt ihr Auftreten auf 50 vor bis 50 nach Chr. dies wird durch die Grabbeigaben gestützt. In dieser kurzen Zeitspanne hat demnach ein enormes Schichtwachstum stattgefunden. 
Für die Keramik der Zeit kennzeichnend sind die zahlreichen Reste weitmündiger Gefäße mit eingezogenem Unterteil. Einen Ausnahmefund stellt ein verzierter, butterglockenförmiger Deckel mit großem Kreuzgriff dar. Ein vergleichbares Stück stammt aus einer ältereisenzeitlichen Siedlung aus Nordjütland. Unterhalb von 1,5 m herrschen unverdickte, meist sanft nach außen geschwungene Randprofile vor. Verzierungen, durch Eindrücke gegliederte plastische Leisten, die häufig auf Gefäßen der älteren Eisenzeit vorkommen, sind hier typisch. Eine wertvolle Ergänzung dieser spärlichen älteren Funde des Platzes bieten die bei den Muschelabgrabungen geborgenen Zufallsfunde. Ihre dreigliedrigen Formen wurden von Brandt in die mittlere Eisenzeit gestellt (Jastorf B/C nach Gustav Schwantes). Diese Einordnung erfolgte aufgrund von Materialvergleichen mit Niedersachsen, vor allem dem Lauinger Typ von Kurt Tackenberg. Halslose Gefäßformen, die als letzte Sequenz ehemaliger Dreigliedrigkeit einen leichten Schulterabsatz aufweisen, fanden sich in Dunsum unmittelbar unter den oberen Schichten. Die Sequenz der typologischen Nachfolger dreigliedriger Gefäße mit den Keramiktypen der Zeitenwende muss nicht durch eine Siedlungsunterbrechung bedingt zu sein, sie kann durch die Langlebigkeit des Typs Lauingen erklärt werden, von dem Tackenberg vermutet, dass er von etwa 350 bis 50 vor Chr. in Gebrauch war. 
Eine Ausnahme stellt ein doppelkonisches Gefäß aus dem Køkkenmødding dar, das seiner Form nach in die Bronzezeit bzw. den ältesten Abschnitt der Eisenzeit zu setzen ist. Da seine Fundlage innerhalb der Schichten unbekannt ist, wurden Vergleichsfunde vom Möllenknob in Archsum (Sylt) herangezogen. Der Altersaufbau dieses Hügels scheint derselbe zu sein wie in Dunsum. Die doppelkonischen Gefäße, die im Gegensatz zu Dunsum einen scharfen Umbruch besitzen, wurden an der Basis des Køkkenmødding von Möllenknob zusammen mit einem Gefäßrest gefunden, dessen Grobheit bronzezeitlich anmutet. Aus den Fundumständen ist hier nicht ersichtlich, ob ein Hiatus zwischen den alten Formen und dem ältereisenzeitlichen Material vorliegt. Bemerkenswert ist in jedem Fall, dass Gefäße altertümlicher Formgebung in Dunsum und Archsum gefunden wurden. Es besteht demnach die Möglichkeit, dass die Plätze vom Ende der Bronzezeit bis zur Zeitenwende genutzt wurden.